# سأحبك دائما (أغنية)
سأحبك دائمًا (بالإنجليزية: I Will Always Love You)‏ أغنية كتبتها وسجلتها المغنية وكاتبة الأغاني الأمريكية دوللي بارتون في عام 1973. صدرت في عام 1974 كأغنية فردية. نجحت الأغنية نجاحاً كبيراً مرتين، صعدت لأول مرة إلى المركز الأول على قائمة بيلبورد في يونيو 1974، ثم في أكتوبر 1982 ظهرت مرة أخرى في المركز الأول مع إعادة تسجيلها على الموسيقى التصويرية لفيلم «أفضل بيت دعارة صغير في تكساس The Best Little Whorehouse in Texas». سجلت ويتني هيوستن نسختها من الأغنية لفيلم عام 1992 الحارس الشخصي The Bodyguard. استمرت أغنيتها المنفردة 14 أسبوعًا محطمة للأرقام القياسية في المركز الأول على قائمة الهوت بيلبورد 100، وهي واحدة من أكثر الأغاني الفردية مبيعًا على الإطلاق، كما أنها تحمل الرقم القياسي لكونها الأغنية الأكثر مبيعًا من امرأة في تاريخ الموسيقى. عادت نسخة هيوستن من أغنية «سأحبك دائماً» للظهور على القوائم عام 2012 بعد وفاة هيوستن، مما يجعلها ثاني أغنية فردية على الإطلاق تصل إلى المراكز الثلاثة الأولى على بيلبورد في ثلاث قوائم منفصلة.
سجل الأغنية العديد من الفنانين الآخرين بما في ذلك ليندا رونستادت، وجون دو، وأمبر رايلي، ولين رايمز، وسارة واشنطن، التي وصلت نسختها الراقصة إلى المرتبة 12 على قائمة أفضل الأغاني الفردية في المملكة المتحدة.

## نسخة 1974
صعدت الأغنية في عام 1974 إلى المرتبة الأولى في الولايات المتحدة، وأشار إلفيس بريسلي إلى أنه يريد إصدار نسخته من الأغنية. كانت بارتون مهتمة إلى أن أخبرها مدير أعمال بريسلي، العقيد توم باركر، أن هناك إجراء متبع للأغاني التي يغنيها إلفيس، حيث يوقع كاتب الأغنية على أكثر من نصف حقوق النشر. رفض بارتون، وتروي هذه الحادثة وتقول: "أنا آسفة حقًا على ما حدث، وبكيت طوال الليل... أعني، كان الأمر أشبه بأسوأ شيء ممكن حدوثه. كما تعلم، إنه مثل... يا إلهي... إلفيس بريسلي... وعاتبني بعض الأصدقاء وقالوا: "هل أنتِ مجنونة؟ إنه إلفيس بريسلي.... قلت: لا أستطيع فعل ذلك. هناك شيء في قلبي يقول: لا تفعلِ ذلك. وأنا فقط لم أفعل ذلك... لكن عندما ظهرت نسخة ويتني هيوستن، جنيت ما يكفي من المال لشراء جريسلاند (مكان بيت إلفيس بريسلي)". فازت الأغنية بصوت دوللي بارتون بجائزة من جوائز جمعية موسيقى الريف لعام 1975.
الأغنية والنقاد
كتب كورتيس دبليو إليسون، في كتابه "ثقافة موسيقى الريف: من الأوقات الصعبة إلى الجنة Country Music Culture: From Hard Times to Heaven" الصادر عام 1995: "في أوائل التسعينيات، عندما كان الغموض في العلاقات الرومانسية يصاحب التوقعات المتغيرة لكل من الرجال والنساء، توضح هذه الأغنية جاذبية دوللي بارتون باعتبارها كاتبة أغاني في سوق موسيقى البوب". علق كين نايت، مؤلف كتاب "عرض منتصف الليل: تلفزيون الكابل في وقت متأخر من الليل" الصادر عام 2008: "أن دوللي بارتون هي المغنية الوحيدة التي يمكنها غناء أغنية سأحبك دائماً، وتجعلها لا تنسى". انتقد الكاتب بول سيمبسون المغنية، مشيرًا إلى ان الأغنية تمت كتابتها فقط لتخفيف صدمة انفصال بارتون ومرشدها وشريكها بورتر واجنر".

## نسخة 1982
أعادت دوللي بارتون تسجيل الأغنية لفيلم «أفضل بيت دعارة صغير»، في 12 يوليو 1982، كأول أغنية من الموسيقى التصويرية للفيلم. صعدت في نهاية ذروتها إلى المركز الأول على قائمة بيلبورد للأغاني الريفية، وبذلك وصلت دوللي بارتون إلى المركز الأول مرتين بنفس الأغنية، وهو إنجاز نادر.
النسخة والنقاد
كتبت مجلة بيلبورد: «تعيد دوللي بارتون تجربتها الأولى في كتابة البوب الخالص، وبعيداً عن أسلوب الكونتري، بينما قد ينقسم المعجبون الأكبر سنًا حول القراءة الأكثر تنفيسًا والأكثر أسلوبًا التي تقدمها هنا».
كتبت مجلة كاش بوكس: «تفوقت بارتون، ولم تكن أبدًا أكثر إقناعًا أو تحركًا. الخيار الوحيد من نفض الغبار عنها في هوليوود جاء مع فيلم «أفضل بيت دعارة صغير»، اللحن هو كتلة من المشاعر ملفوفة في حزمة مناسبة مليئة بالخيوط والمزمار والأوتار بالإضافة إلى جزء إيقاعي دقيق».
النسخة على القوائم حول العالم
احتلت نسخة «سأحبك دائماً» المركز الأول في: الولايات المتحدة وكندا.
احتلت المركز الثاني والرابع على التوالي في: هولندا وبلجيكا.
ظهرت في مراكز مختلفة في: السويد وأستراليا، وحصلت على جائزة الأسطوانة الفضية لمبيعات تفوق 200 ألف نسخة في المملكة المتحدة.

## نسخة عام 1995
سجلت دوللي بارتون أغنية «سأحبك دائماً» مع مغني الأغاني الريفية الأمريكية «فينس جيل» كثنائي، في عام 1995 لألبومها «شيئاً خاصاً» بعد عن غنتها معه على المسرح في 26 أغسطس، وبدأت المحطات الإذاعية في تقديم البث غير المرغوب فيه للثنائي، مما تسبب في ظهوره لأول مرة على قائمة البيلبورد للأغاني الريفية، ثم أعادت إصدارها رسميًا كأغنية فردية في نوفمبر 1995، وبلغت ذروتها في المرتبة 15، وكانت هذه هي المرة الثالثة التي تظهر «سأحبك دائماً» على القوائم ضمن أفضل 20 أغنية.
ترشحت الأغنية في حفل توزيع جوائز جرامي السنوي الثامن والثلاثين لأفضل أغنية ريفية لثنائي، وحصلت على جائزة «فوكال إيفنت» لهذا العام في حفل توزيع جوائز جمعية موسيقى الريف السنوي الثلاثين.

## نسخة ويتني هيوستن
سجلت المغنية الأمريكية ويتني هيوستن (1963 – 2012) توزيعًا جديدًا لأغنية «سأحبك دائماً» للموسيقى التصويرية لأول فيلم لها، «الحارس الشخصي»، مع النجم كيفن كوستنر الذي أقترح ضم أغنية «سأحبك دائماً» للفيلم.
أعاد المنتج ديفيد فوستر وهيوستن توزيع الأغنية على أنها أغنية «سول ميوزك»، لكن لم تشعر شركة التسجيلات الخاصة بها أن أغنية ذات مقدمة «كابيلا» (بأسلوب الكنيسة أو الجوقة) ستكون ناجحة؛ ومع ذلك، أصر هيوستن وكوستنر على الاحتفاظ بها. سارت هيوستن على مسار الأغنية من نسخة غنتها من قبل الأمريكية «ليندا رونستات»، وعندما سمعت بارتون أن هيوستن كانت تستخدم تسجيل رونستادت كنموذج، اتصلت بالمنتج فوستر لمنحه المقطع الأخير الذي كان مفقودًا من تسجيل رونستادت، حيث شعرت أنه مهم للأغنية، وصدرت كأغنية رئيسية في الموسيقى التصويرية للفيلم في 3 نوفمبر 1992.
استقبال الأغنية وتقديرها
ظهرت نسخة هيوستن في المركز التاسع على قائمة صحيفة «نيو ميوزيكال اكسبريس NME» لأفضل الأغاني الفردية في التاريخ.
صنف «معهد الفيلم الأمريكي»، عام 2004، الأغنية على قائمته «100 عام... مائة أغنية» في المركز 65.
صنفت الأغنية في المرتبة 22 على قائمة الجارديان لأغاني بريطانيا المفضلة المائة، والتي تم نشرها في مايو 2002.
باعت نسخة هيوستن اعتبارًا من يناير 2013، أكثر من 20 مليون نسخة في جميع أنحاء العالم، مما يجعلها الأغنية الأكثر مبيعًا لفنانة على الإطلاق، بالإضافة إلى واحدة من أفضل الأغاني الفردية مبيعًا في كل العصور.
احتلت الأغنية في فبراير 2014، المرتبة السادسة في قائمة بيلبورد لأفضل 50 أغنية حب في كل العصور. تم تضمين الأغنية، بأداء مباشر من على المسرح، في إصدار 1999، في حفل تكريم والاحتفاظ بالموسيقى تتبناه محطة «في اتش1»، كما تم أضافتها للقرص دي في دي «أروع أداء لويتني هيوستن على المسرح» 2014، وتم استخدامها في فيلم هذه هي النهاية عام 2013.
الاستقبال النقدي
حظيت الأغنية بإشادة واسعة النطاق من نقاد الموسيقى، حيث تُعتبر الآن "أغنيتها المميزة". كتب لاري فليك من بيلبورد أن الأغنية "مدعومة بصوت هيوستون مقيّد بشكل ملحوظ (وفعال في نهاية المطاف). إنها تبني على الاستنتاج الدرامي الصادق الذي يبدو منطقيًا، بالنظر إلى البناء البطيء غير المعتاد الذي أوجده المنتج ديفيد فوستر". لاحظ راندي كلارك من مجلة "كاش بوكس Cashbox"أن الصوت الذي لا يمكن إيقافه والموهبة التي لا يرقى إليها الشك في ويتني هيوستن ستعود بلا شك إلى القوائم حول العالم مع هذه النسخة". قالت إيمي ليندن من المجلة الأمريكية الشهرية "انترتينمت ويكلي": "إنها مرضية من الناحية الفنية وغير معهودة بالنسبة لطائر مغرد بموسيقى "ميدل اوف ذا رود"، وتظل لا تقاوم، والحزن في الأغنية جعلها تبدو وكأنها مجرد نشيد آخر للبقاء".
وصفها ستيفن هولدن من صحيفة نيويورك تايمز بأنها أداء رائع، وعلق قائلاً: «تحوّل هيوستن أغنية ريفية حزينة إلى بوب إنجيلي يعبر عن الإخلاص الدائم للحبيب الراحل. يتأرجح صوتها ويتوتر، وهي تتعامل مع الأغنية على أنها سلسلة من الانفجارات العاطفية في صعود ثابت نحو خطاب نهائي كامل. على طول الطريق، تعزز الزخارف الإنجيلية الفذة العاطفة ولا تبدو أبدًا مجرد زينة».
علق بيتر ستانتون من المجلة البريطانية الأسبوعية «سماش هيتس» قائلاً: «تتشكل المقدمة البطيئة في تصاعد من المعانقة الشديدة التي يمكن أن تذوب قلب رجل الثلج في شمال سيبيريا». كتب جيمس تي جونز من الصحيفة اليومية الأمريكية «الولايات المتحدة اليوم» في 17 نوفمبر 1992، واصفاً الأغنية بأنها «جولة القوة»، ومنحها ثلاثة نجوم ونصف من أصل أربعة نجوم، واستطرد: «بينما نسخة دوللي بارتون حزينة ومثيرة للدموع، أخرجتها هيوستن مفعمة بالإنجيلية والدرامية». وجد ستيوارت ماسون من أول ميوزك AllMusic نسخة هيوستن «مفرطة بشكل مثير للاشمئزاز... مزدهرة للغاية ولزجة مع الاستحسان الذاتي لدرجة أن حنان أغنية دوللي بارتون يضيع في الوحل».
الأغنية على القوائم حول العالم والجوائز
احتلت الأغنية المركز الأول على جميع القوائم حول العالم في 1992 – 1993، كما ظهرت في 19 من قوائم العديد من الدول لأفضل أغاني العام 1993، وحققت الشهادات البلاتينية والجوائز الذهبية في 16 دولة.
حصدت الأغنية 16 جائزة في الأعوام 1993 – 1994 متضمنة:
جوائز اختيار الجمهور التاسع عشر 1993: The 19th People's Choice Awards
حفل توزيع جوائز «سول ترين» السابع 1993: The 7th Soul Train Music Awards
حفل توزيع جوائز القرص الذهبي الياباني السابع 1993: The 7th Japan Gold Disc Awards
جوائز ام تي في السينمائية الثانية 1993: The 2nd MTV Movie Awards
جوائز بيلبورد الموسيقية الرابعة 1993: The 4th Billboard Music Awards
جوائز الموسيقى الأمريكية الحادية والعشرون 1994: The 21st American Music Awards
جوائز جرامي السادسة والثلاثون 1994: The 21st American Music Awards
حفل توزيع جوائز موسيقى سول ترين الثامن 1994: The 8th Soul Train Music Awards
حفل توزيع جوائز القرص الذهبي الياباني الثامن 1994: The 8th Japan Gold Disc Awards

## نسخ أخرى للأغنية
- سارة واشنطن 1993.[61][62]
- لين ريمس 1994.[63]
- كيني روجرز 1997.[64]
- ريك والر 2002.[65]
- بيونسيه 2013.[66]
- كريستين تشينويث 2019.[67]

## كلمات الأغنية
إذا كان يجب أن أبقى If I should stay
سأكون فقط واقفة في طريقك I would only be in your way
لذا سأذهب ولكني أعلم So I'll go but I know
سأفكر فيك في كل خطوة على الطريق I'll think of you every step of the way
وسأظل دائما أحبك And I will always love you
سأحبك دائما I will always love you
أنت You
عزيزي أنت My darling, you
ذكريات حلوة ومرة Bittersweet memories
هذا كل ما آخذه معي That is all I'm taking with me
إذا إلى اللقاء So good-bye
من فضلك لا تبكي Please don't cry
كلانا يعرف أنني لست ما تحتاجه أنت We both know I'm not what you, you need
وأنا سأظل دائما أحبك And I will always love you
أتمنى أن تعاملك الحياة بلطف I hope life treats you kind
وآمل أن يكون لديك كل ما حلمت به And I hope you have all you've dreamed of
وأتمنى لك البهجة والسعادة And I'm wishing you joy and happiness
لكن فوق كل هذا، أتمنى لك الحب But above all this, I wish you love
وأنا سأظل دائما أحبك And I will always love you

## وصلات خارجية
- سأحبك دائما (أغنية) على موقع الموسوعة البريطانية (الإنجليزية)
- https://www.songfacts.com/facts/dolly-parton/i-will-always-love-you سأحبك دائما (أغنية)
- https://www.songfacts.com/facts/whitney-houston/i-will-always-love-you سأحبك دائما (أغنية)